# Ciclo feniano

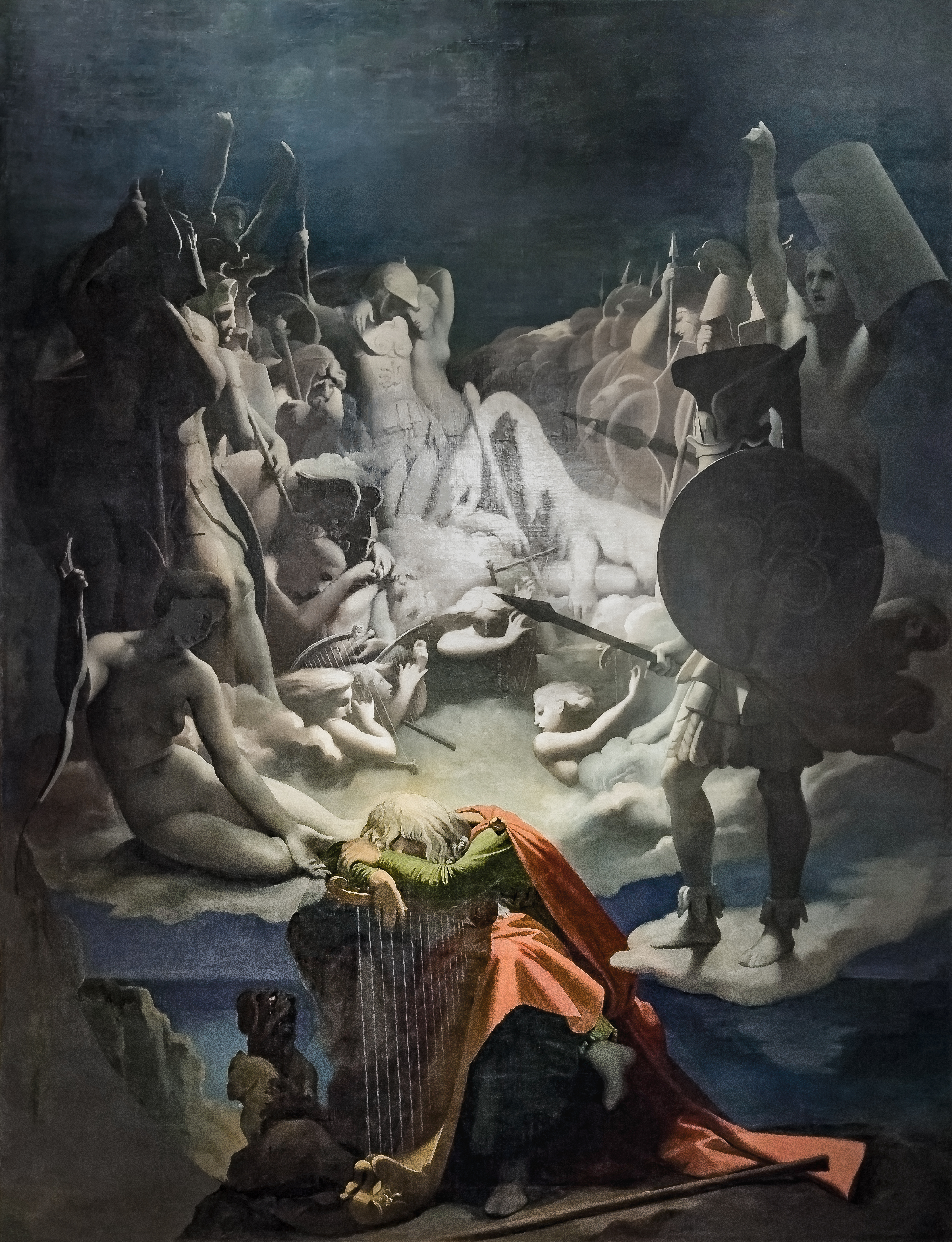
El sueño de Ossian (1813), de Jean-Auguste-Dominique Ingres, Museo Ingres, Montauban

El Ciclo feniano o Fiannaidheacht (Fiannaíocht en irlandés moderno, Fenian Cycle en inglés), también conocido como el Ciclo de Fionn, Ciclo de Finn, Ciclo de Fianna, Cuentos finianos, Cuentos Fian, Ciclio Féinne, Ciclio Feinné y Ciclio Ossiánico, es un cuerpo de prosa y verso que se centra en las hazañas del héroe mítico Fionn mac Cumhaill y sus guerreros del Fianna Éireann. Es uno de los cuatro ciclos principales de la mitología irlandesa junto con el Ciclo mitológico, el Ciclo de Ulster, y el Ciclo Histórico. En orden cronológico, el ciclo de Fenian es el tercero, entre el de Ulster y el Histórico. El ciclo de Fenian también se llama ciclo Ossiánico porque el hijo de Fionn, Oisín, es el supuesto escritor de la mayoría de los poemas. El ciclo contiene también historias sobre otros de los miembros de la Fianna, incluyendo a Caílte (sobrino de Fionn), Diarmuid Ua Duibhne, Oscar, hijo de Oisín, y el enemigo de Fionn, Goll mac Morna.

## Resumen de la Historia
Cormac mac Art, el Gran rey de Irlanda, formó la Fianna, una coalición de clanes, para proteger el reino. La Fianna estaba dominada por el Clan Bascna, liderado por Cumhall, y el Clan Morna, liderado por Goll, con Liath Luachra, el tesorero. Después de la Batalla de Knock, Cumhall es asesinado por los Morna, y roban la bolsa de tesoros del Clan Bascna. La esposa de Cumhall, Muirne, huye y tiene un hijo, Demna (o Deimne), que es cuidado por dos mujeres guerreras, Liath y la druida Bodhmall (hermana de Cumhall). Muirne se casa con el rey de Kerry.

### El Levantamiento de Fionn
Demna gana el apodo de Fionn ("blanco" o "brillante") por su pelo claro, y en cuanto tiene edad suficiente parte buscando venganza. Mata a Liath Luachra, y recupera la bolsa de tesoros, que entrega a los sobrevivientes de la Batalla de Knock. Estudiando con el poeta Finn Eces, Fionn accidentalmente come del salmón del conocimiento y gana la sabiduría del mundo. Tras pasar por tres pruebas es admitido en la corte del Gran Rey en Tara, y se convierte en el líder del Clan Bascna.

### Fionn y Aillén
Cada Samhain, el hada Aillén mac Midgna aterrorizaba Tara, durmiendo a los guerreros con su arpa e incendiando el palacio. Fionn, usando una lanza mágica que lo hacía inmune a la música, mató al hada. Como recompensa, Fionn fue nombrado líder de la Fianna, reemplazando a Goll, quien le jura fidelidad.

### Fionn y Sadb

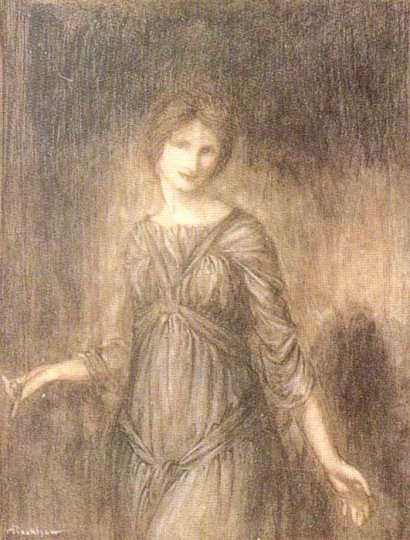
Sabdh (Arthur Rackham, 1910).

En una ocasión, Fionn estaba cazando a un ciervo, pero cuando lo atrapó, sus sabuesos Bran y Sceolang le impidieron matarlo, y esa noche el ciervo se transformó en una hermosa mujer, Sabdh, quien había sido transformada en ciervo por el druida Fer Doirich. El hechizo se había roto por la Fuerte de Allen, la base de Fionn, donde mientras se quedara dentro de los límites estaría protegida por su encantamiento. Se casaron. Tiempo después, Fionn dejó la base para expulsar a unos invasores y Sabdh se quedó en el Fuerte. Fer Doirich se hizo pasar por Fionn, convenciendo a Sabdh de salir del Fuerte, donde inmediatamente volvió a transformarse en ciervo. Fionn la buscó, pero todo lo que encontró tras siete años fue a un niño que había sido criado por una cierva. Oisín se hizo famoso como bardo, pero Sabdh no volvió a ser vista.

### La batalla de Gabhra
Entre el nacimiento de Oisín y la Batalla de Gabhra transcurre el resto del ciclo, que es muy largo y se hace demasiado complicado para un breve resumen. Eventualmente el Gran Rey Cormac muere, y su hijo Cairbre Lifechair busca destruir la Fianna, porque no quiere pagar los impuestos por protección que la Fianna demanda, así que reúne un ejército junto a otros jefes insatisfechos, y provoca una guerra matando al sirviente de Fionn. Goll se alinea con el rey y en contra del clan Bascna en la batalla. Algunas historias dicen que cinco guerreros mataron a Fionn en batalla, mientras que otros dicen que murió en la batalla del Vado de Brea, asesinado por Aichlech mac Dubdrenn. En cualquier caso, solo veinte guerreros sobreviven la batalla, incluyendo a Oisín y Caílte.